# Muhammad al-Haik al-Andalusí
Muhàmmad ibn al-Hussayn al-Hàïk al-Andalussí at-Titawní (àrab: محمد بن الحسين الحائك, Muḥammad ibn al-Ḥussayn al-Ḥāʾik) fou un erudit marroquí de Tetuan, del segle xviii, compilador de textos de cançons andalusines conservades al Marroc. Tot i que la compilació fou exhaustiva, encara no hi són totes a la seva obra Kunnash al-Haik. De la seva vida personal no se'n sap gairebé res.